# Premierzy Łotwy

## Republika (1918 - 1940)
| #   | Imię i Nazwisko                    | Portret         | Kadencja          | Kadencja          | Partia polityczna | Partia polityczna | Rząd |
| #   | Imię i Nazwisko                    | Portret         | Od                | Do                | Partia polityczna | Partia polityczna | Rząd |
| --- | ---------------------------------- | --------------- | ----------------- | ----------------- | ----------------- | ----------------- | ---- |
| 1   | Kārlis Ulmanis (1877-1942)         |                 | 19 listopada 1918 | 13 lipca 1919     |                   | LZS               | 1    |
| 1   | Kārlis Ulmanis (1877-1942)         | 14 lipca 1919   | 8 grudnia 1919    | 2                 |                   | LZS               |      |
| 1   | Kārlis Ulmanis (1877-1942)         | 9 grudnia 1919  | 11 czerwca 1920   | 3                 |                   | LZS               |      |
| 1   | Kārlis Ulmanis (1877-1942)         | 12 czerwca 1920 | 18 czerwca 1921   | 4                 |                   | LZS               |      |
| 2   | Zigfrīds Meierovics (1887-1925)    |                 | 19 czerwca 1921   | 26 stycznia 1923  | 1                 | LZS               |      |
| 3   | Jānis Pauļuks (1865-1937)          |                 | 27 stycznia 1923  | 27 czerwca 1923   |                   | Bezpartyjny       | •    |
| (2) | Zigfrīds Meierovics (1887-1925)    |                 | 28 czerwca 1923   | 26 stycznia 1924  |                   | LZS               | 2    |
| 4   | Voldemārs Zāmuels (1872-1948)      |                 | 27 stycznia 1924  | 18 grudnia 1924   |                   | Bezpartyjny       | •    |
| 5   | Hugo Celmiņš (1877-1941)           |                 | 19 grudnia 1924   | 23 grudnia 1925   |                   | LZS               | 1    |
| (1) | Kārlis Ulmanis (1877-1942)         |                 | 24 grudnia 1925   | 6 maja 1926       | 5                 | LZS               |      |
| 6   | Arturs Alberings (1876-1934)       |                 | 7 maja 1926       | 18 grudnia 1926   | •                 | LZS               |      |
| 7   | Marģers Skujenieks (1886-1941)     |                 | 19 grudnia 1926   | 23 stycznia 1928  |                   | SDML              | 1    |
| 8   | Pēteris Juraševskis (1872-1945)    |                 | 24 stycznia 1928  | 30 listopada 1928 |                   | DC                | •    |
| (5) | Hugo Celmiņš (1877-1941)           |                 | 1 grudnia 1928    | 26 marca 1931     |                   | LZS               | 2    |
| (1) | Kārlis Ulmanis (1877 - 1942)       |                 | 27 marca 1931     | 5 grudnia 1931    | 6                 | LZS               |      |
| (7) | Marģers Skujenieks (1886-1941)     |                 | 6 grudnia 1931    | 23 marca 1933     |                   | PA                | 2    |
| 9   | Ādolfs Bļodnieks (1889-1962)       |                 | 24 marca 1933     | 16 marca 1934     |                   | LJSP              | •    |
| (1) | Kārlis Ulmanis (1877-1942)         |                 | 17 marca 1934     | 15 maja 1934      |                   | LZS               | 7    |
| (1) | Kārlis Ulmanis (1877-1942)         | 16 maja 1934    | 20 czerwca 1940   |                   | Bezpartyjny       | 8                 |      |
| −   | Augusts Kirhenšteins (1872 - 1963) |                 | 20 czerwca 1940   | 25 sierpnia 1940  |                   | LKP               | •    |

## Premierzy proniemieckich rządów z okresu wojny o niepodległość
| # | Imię i Nazwisko               | Portret | Kadencja         | Kadencja        | Partia polityczna | Partia polityczna | Rząd |
| # | Imię i Nazwisko               | Portret | Od               | Do              | Partia polityczna | Partia polityczna | Rząd |
| - | ----------------------------- | ------- | ---------------- | --------------- | ----------------- | ----------------- | ---- |
| − | Oskars Borkovskis (1872-1945) |         | 26 kwietnia 1919 | 9 maja 1919     |                   | Bezpartyjny       | •    |
| 1 | Andrievs Niedra (1871 - 1942) |         | 10 maja 1919     | 26 czerwca 1919 |                   | Bezpartyjny       | •    |

## Szefowie dyplomacji pełniący funkcje premierów
| # | Imię i Nazwisko              | Portret | Kadencja            | Kadencja            |
| # | Imię i Nazwisko              | Portret | Od                  | Do                  |
| - | ---------------------------- | ------- | ------------------- | ------------------- |
| 1 | Kārlis Zariņš (1879-1963)    |         | 17 czerwca 1940     | 29 kwietnia 1963    |
| 2 | Arnolds Spekke (1887-1972)   |         | 29 kwietnia 1963    | 1 października 1970 |
| 3 | Anatols Dinbergs (1911-1993) |         | 1 października 1970 | 21 sierpnia 1991    |

## Republika (od 1990)
| #   | Imię i Nazwisko                    | Portret              | Kadencja             | Kadencja          | Partia polityczna | Partia polityczna | Rząd |
| #   | Imię i Nazwisko                    | Portret              | Od                   | Do                | Partia polityczna | Partia polityczna | Rząd |
| --- | ---------------------------------- | -------------------- | -------------------- | ----------------- | ----------------- | ----------------- | ---- |
| 1   | Ivars Godmanis (ur. 1951)          |                      | 7 maja 1990          | 3 sierpnia 1993   |                   | LTF               | 1    |
| 2   | Valdis Birkavs (ur. 1942)          |                      | 3 sierpnia 1993      | 15 września 1994  |                   | LC                | •    |
| 3   | Māris Gailis (ur. 1951)            |                      | 15 września 1994     | 21 grudnia 1995   | •                 | LC                |      |
| 4   | Andris Šķēle (ur. 1958)            |                      | 21 grudnia 1995      | 13 grudnia 1997   |                   | Bezpartyjny       | 1    |
| 4   | Andris Šķēle (ur. 1958)            | 13 lutego 1997       | 7 sierpnia 1997      | 2                 |                   | Bezpartyjny       |      |
| 5   | Guntars Krasts (ur. 1957)          |                      | 7 sierpnia 1997      | 26 listopada 1998 |                   | TB/LNNK           | •    |
| 6   | Vilis Krištopans (ur. 1954)        |                      | 26 listopada 1998    | 16 lipca 1999     |                   | LC                | •    |
| (4) | Andris Šķēle (ur. 1958)            |                      | 16 lipca 1999        | 5 maja 2000       |                   | TP                | 3    |
| 7   | Andris Bērziņš (ur. 1951)          |                      | 5 maja 2000          | 7 listopada 2002  |                   | LC                | •    |
| 8   | Einars Repše (ur. 1961)            |                      | 7 listopada 2002     | 9 marca 2004      |                   | JL                | •    |
| 9   | Indulis Emsis (ur. 1952)           |                      | 9 marca 2004         | 2 grudnia 2004    |                   | LZP               | •    |
| 10  | Aigars Kalvītis (ur. 1966)         |                      | 2 grudnia 2004       | 7 listopada 2006  |                   | TP                | 1    |
| 10  | Aigars Kalvītis (ur. 1966)         | 7 listopada 2006     | 20 grudnia 2007      | 2                 |                   | TP                |      |
| (1) | Ivars Godmanis (ur. 1951)          |                      | 20 grudnia 2007      | 12 marca 2009     |                   | LPP/LC            | 2    |
| 11  | Valdis Dombrovskis (ur. 1971)      |                      | 12 marca 2009        | 3 listopada 2010  |                   | JL                | 1    |
| 11  | Valdis Dombrovskis (ur. 1971)      | 3 listopada 2010     | 25 października 2011 | 2                 |                   | JL                |      |
| 11  | Valdis Dombrovskis (ur. 1971)      | 25 października 2011 | 22 stycznia 2014     |                   | V                 | 3                 |      |
| 12  | Laimdota Straujuma (ur. 1951)      |                      | 22 stycznia 2014     | 5 listopada 2014  | V                 | 1                 |      |
| 12  | Laimdota Straujuma (ur. 1951)      | 5 listopada 2014     | 11 lutego 2016       | 2                 | V                 |                   |      |
| 13  | Māris Kučinskis (ur. 1961)         |                      | 11 lutego 2016       | 23 stycznia 2019  |                   | LP                | •    |
| 14  | Arturs Krišjānis Kariņš (ur. 1964) |                      | 23 stycznia 2019     | 14 grudnia 2022   |                   | JV                | 1    |
| 14  | Arturs Krišjānis Kariņš (ur. 1964) | 14 grudnia 2022      | 15 września 2023     | 2                 |                   | JV                |      |
| 15  | Evika Siliņa (ur. 1975)            |                      | 15 września 2023     | nadal             | •                 | JV                |      |